# Aploneura werthi
Aploneura werthi är en insektsart. Aploneura werthi ingår i släktet Aploneura och familjen långrörsbladlöss. Inga underarter finns listade i Catalogue of Life.